# 安德烈亚·孔西利
安德烈亚·孔西利（義大利語：Andrea Consigli；1987年1月27日—）是一位意大利足球運動員，在場上的位置是守門員。他現在效力於意大利足球甲級聯賽球隊薩索羅足球俱樂部。

## 俱樂部生涯
孔西利出生于科尔马诺，是亚特兰大的青訓产品。为了获得一队的经验，这位年轻的门将在2006-07赛季被租借到意甲C1级球队Sambenedettese。接下来的赛季，他被租借到意乙球队里米尼。其后，他回到了亚特兰大并获得了1号球衣。
2014年9月1日，孔西利以300万欧元的价格加盟意甲球队萨索洛。

## 榮譽
阿特蘭大
- Campionato Giovanissimi Nazionali: 2001–02
- 意乙: 2001–02, 2010–11

意大利 U21
- UEFA European Under-21 Championship bronze: 2009[4]

## 外部連結
- U.S. Sassuolo Calcio Official Player Profile （页面存档备份，存于） （義大利語）
- 安德烈亚·孔西利 – FIFA國際賽競賽紀錄 (存檔)
- FIGC （義大利語）